# Cyklostezka Jihlava – Třebíč – Raabs

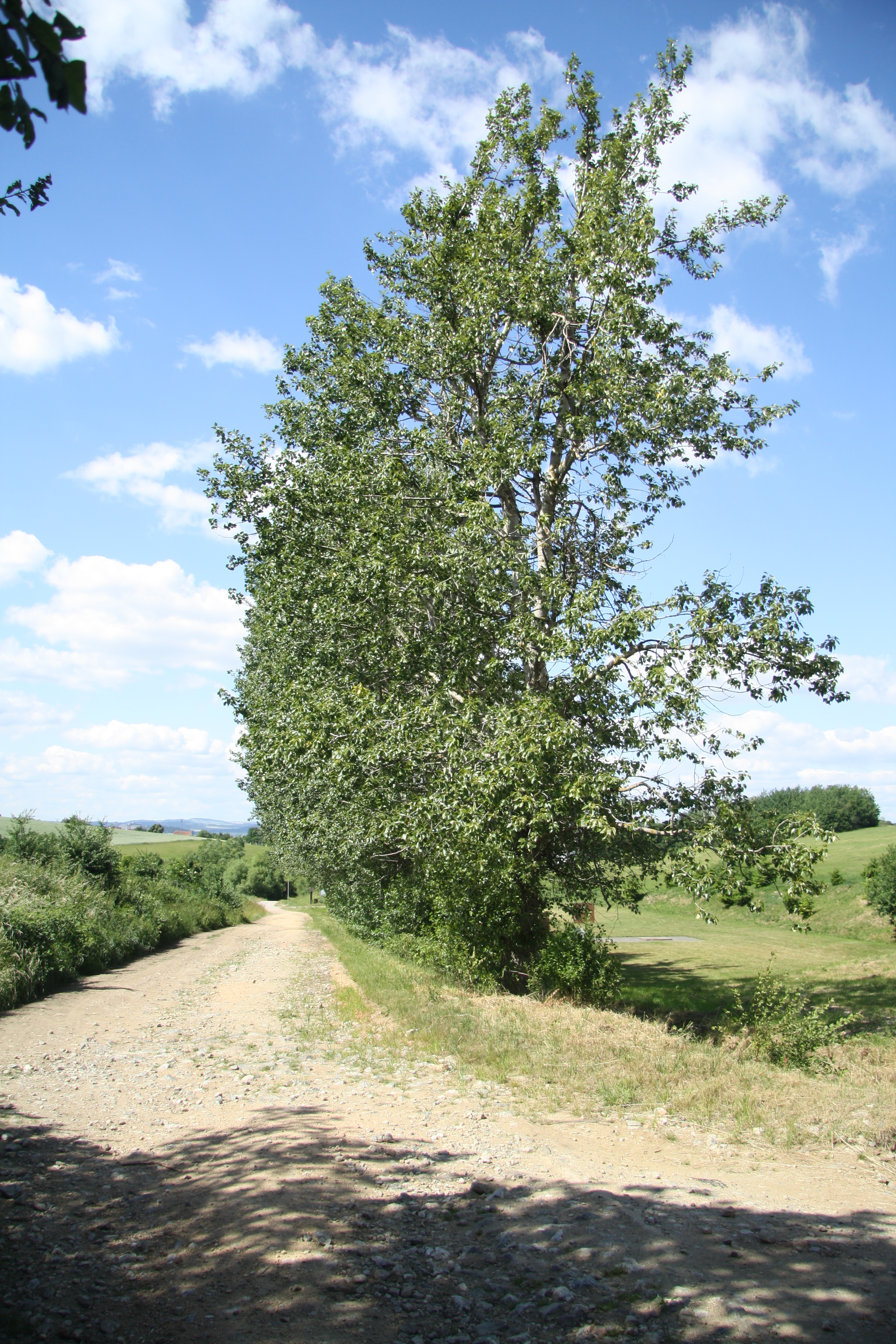
Cyklostezka 5212 a Cyklostezka Jihlava – Třebíč – Raabs v Mastníku

Cyklostezka Jihlava – Třebíč – Raabs (Cyklistická trasa 26) je cyklistická trasa, která spojuje město Jihlava s městem Třebíč a dále s Raabs an der Thaya, rakouským příhraničním městem v Dolním Rakousku.
V roce 2019 projelo po cyklostezce 122 tisíc cyklistů, v roce 2018 140 tisíc.

## Vedení trasy
Celá trasa je označena jako cyklotrasa 26 (na některých značkách jako J-T-R) a je dlouhá 138 kilometrů, kdy v roce 2015 je tvořena zhruba z jedné třetiny nově vybudovanými cyklostezkami a zbylé úseky jsou převážné po stávajících komunikacích začleněných do přírody, zejména kolem řek, polních a lesních cest. Zhruba 120 kilometrů celé délky cyklostezky se nachází na území České republiky a zbylých 18 kilometrů prochází územím Rakouska.
Hlavní silnice v Třebíči od roku 2017 bude opatřena podjezdem pro cyklisty a trasa tak bude bezpečnější. V roce 2018 (od 30. dubna do 23. září) se začne pod Sucheniovou ulicí v Třebíči budovat tunel pro cyklisty. Celková částka má dosáhnout 15 milionů Kč, kdy se bude budovat postupným odkrytím silnice, dodavatelem je pardubická společnost M-Silnice. Podchod byl dokončen se zpožděním v lednu 2019, celkové ukončení prací má proběhnout v květnu 2019.
Vedení trasy nedaleko Velkého Beranova je problémové, majitel pozemku, přes který trasa prochází nesouhlasí s používáním trasy cyklisty, chataři s automobily a chodci. Narhoval to, že trasu oplotí, vysází na ni stromy či bude chatařům vydávat povolenky. V roce 2015 na trasu umístil balvany a v roce 2019 při kácení stromů nedaleko trasy je nechal ležet přes trasu. Později se spor dostal k soudu, který rozhodl, že balvany na trase být nesmí. Další rozhodování je na dalších soudech.

V roce 2020 byla část stezky v Jihlavě opravena.

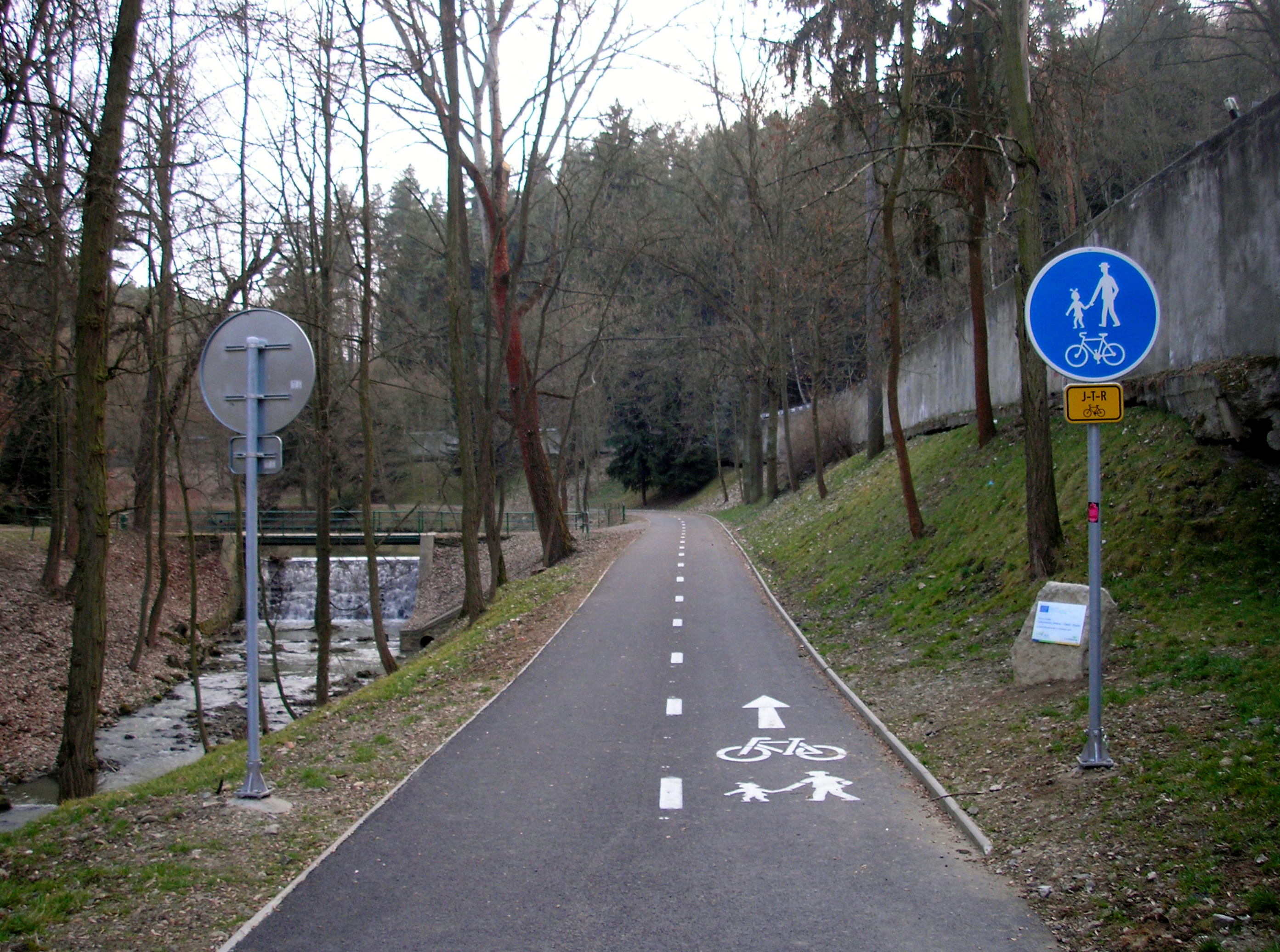
Cyklostezka Jihlava – Třebíč – Raabs v třebíčském Libušině údolí

## Vznik stezky
První myšlenka o tom, že by se mohla cyklostezka vybudovat, vznikla na základě zvyšující se poptávky obyvatel v Třebíči, kteří toužili po aktivním využití volného času a zdravějším životním stylu, kdy důraz byl kladen zejména na to, aby celá cyklostezka vedla mimo rušné komunikace, nejlépe přímo v přírodě. V roce 2002 byla zpracována studie, kdy byly navrženy dvě možné varianty této cyklostezky, kdy finální varianta se dne 25. dubna 2010 slavnostně otevřela.

## Zajímavosti na cyklostezce
Za zmínku stojí například jihlavské podzemí, které je s délkou kolem 25 kilometrů chodeb druhým nejrozsáhlejším podzemím v České republice, dále se na trase nachází zřícenina hradu Rokštejn z konce patnáctého století, kolem které přímo trasa vede. Trasa také vede přes městys Brtnice, přes obec Přibyslavice, kde tvoří hlavní dominantu Kostel Narození Panny Marie. Dále jsou na trase cyklostezky památky zapsané na seznamu UNESCO v Třebíči jako je židovská čtvrť nebo Bazilika svatého Prokopa, v trase stezky se také nachází Jaroměřice nad Rokytnou, Moravské Budějovice, Jemnice a mnoho dalších měst a obcí.
Většinu z upravených části trasy mohou využívat i příznivci jiných sportů, jako jsou například inline bruslaři. Trasa byla navržena tak, aby byla zajištěno propojení cyklostezky s vlakovou dopravou, kdy je možné se na jednotlivé úseky cyklostezky dopravit vlakem a zpátky domů se vrátit na kole, případně naopak.